# Liste der Auslandsvertretungen Italiens
Dies ist eine Liste der diplomatischen Vertretungen Italiens. Die Italienische Republik unterhält ein Netzwerk von 126 Botschaften weltweit.

## Botschaften und Konsulate

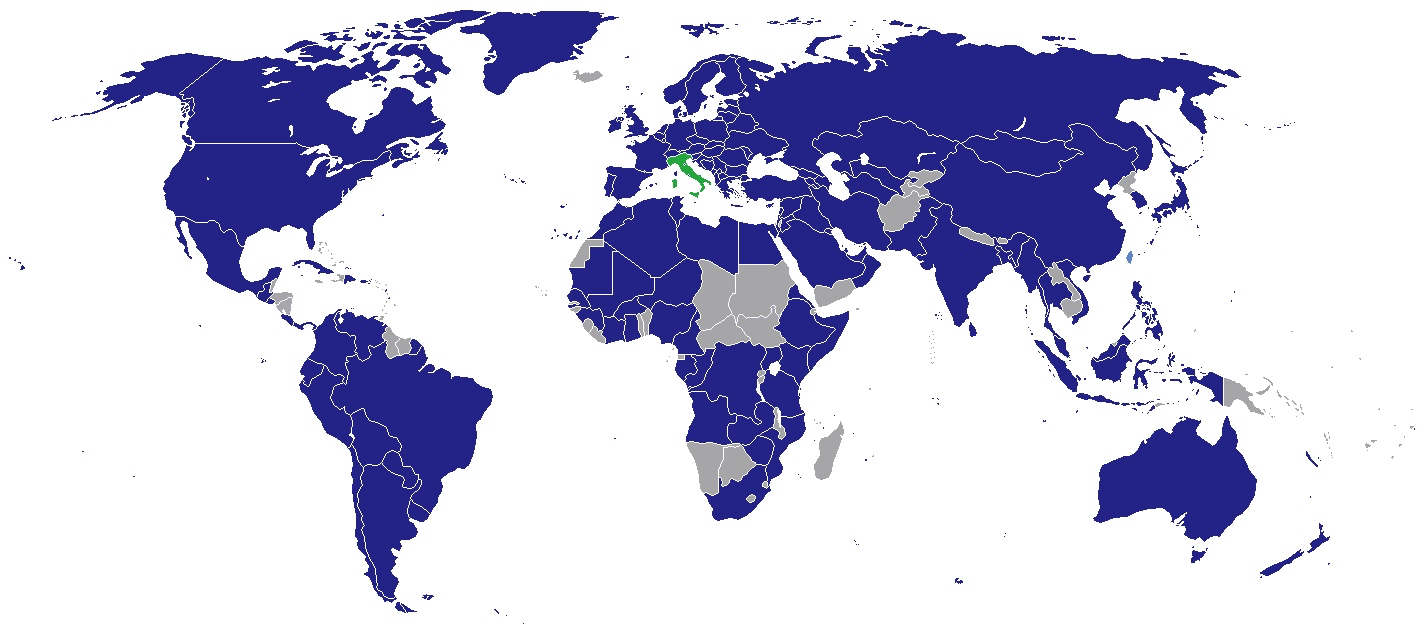
Staaten mit diplomatischer Vertretung Italiens

### Afrika
| - Ägypten: Kairo, Botschaft (→ Liste der Botschafter) - Algerien: Algier, Botschaft - Angola: Luanda, Botschaft - Äthiopien: Addis Abeba, Botschaft - Elfenbeinküste: Abidjan, Botschaft - Eritrea: Asmara, Botschaft - Gabun: Libreville, Botschaft - Gambia: Banjul, Botschaft - Kamerun: Jaunde, Botschaft - Kenia: Nairobi, Botschaft - Kongo, Demokratische Republik: Kinshasa, Botschaft - Kongo, Republik: Brazzaville, Botschaft - Libyen: Tripolis, Botschaft (→ Liste der Botschafter) - Libyen: Bengasi, Generalkonsulat - Mali: Bamako, Botschaft - Marokko: Rabat, Botschaft (→ Liste der Botschafter) - Marokko: Casablanca, Generalkonsulat | - Mosambik: Maputo, Botschaft - Niger: Niamey, Botschaft - Nigeria: Abuja, Botschaft - Nigeria: Lagos, Generalkonsulat - Sambia: Lusaka, Botschaft - Senegal: Dakar, Botschaft - Simbabwe: Harare, Botschaft - Somalia: Mogadishu, Botschaft - Südafrika: Pretoria, Botschaft (→ Liste der Botschafter) - Südafrika: Johannesburg, Generalkonsulat - Südafrika: Kapstadt, Konsulat - Sudan: Khartum, Botschaft - Tansania: Daressalam, Botschaft - Tunesien: Tunis, Botschaft - Uganda: Kampala, Botschaft |

### Asien

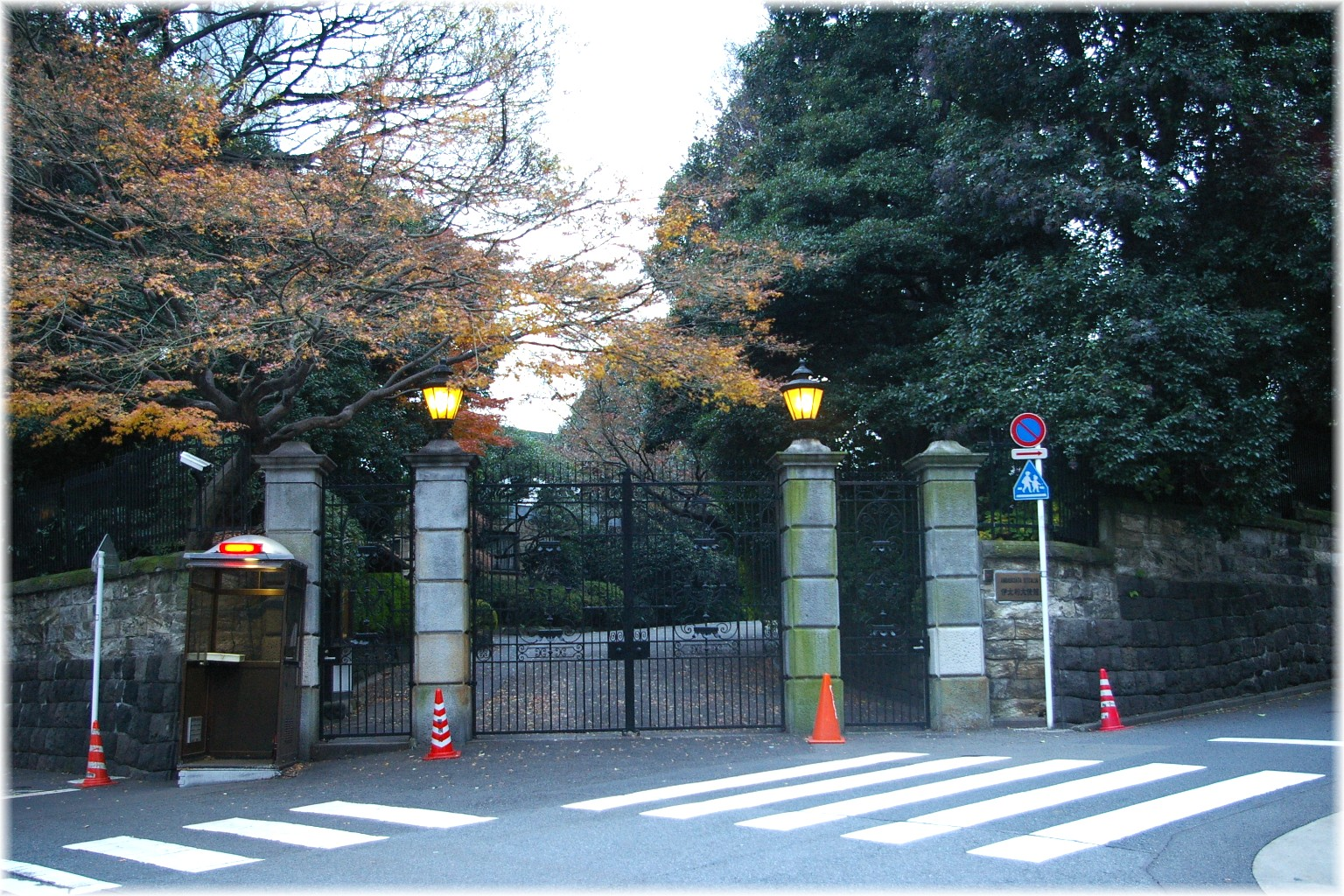
Einfahrt zur Italienischen Botschaft in Tokio

| - Afghanistan: Kabul, Botschaft (→ Liste der Botschafter) - Armenien: Jerewan, Botschaft - Aserbaidschan: Baku, Botschaft - Bahrain: Manama, Botschaft - Bangladesch: Dhaka, Botschaft - Volksrepublik China: Peking, Botschaft (→ Liste der Botschafter) - China: Guangzhou, Generalkonsulat - China: Hongkong, Generalkonsulat - China: Shanghai, Generalkonsulat - China, Republik: Taipei, Botschaft - Indien: Neu-Delhi, Botschaft - Indien: Kalkutta, Generalkonsulat - Indien: Mumbai, Generalkonsulat - Indonesien: Jakarta, Botschaft - Irak: Bagdad, Botschaft - Irak: Basra, Generalkonsulat - Iran: Teheran, Botschaft (→ Liste der Botschafter) - Israel: Tel Aviv, Botschaft - Israel: Jerusalem, Generalkonsulat - Japan: Tokio, Botschaft (→ Liste der Botschafter) - Japan: Osaka, Generalkonsulat - Jemen: Sanaa, Botschaft - Jordanien: Amman, Botschaft | - Katar: Doha, Botschaft - Kasachstan: Astana, Botschaft - Kuwait: Kuwait, Botschaft - Libanon: Beirut, Botschaft - Malaysia: Kuala Lumpur, Botschaft - Mongolei: Ulaanbaatar, Botschaft - Myanmar: Rangun, Botschaft - Oman: Maskat, Botschaft (→ Liste der Botschafter) - Pakistan: Islamabad, Botschaft - Pakistan: Karatschi, Generalkonsulat - Philippinen: Manila, Botschaft - Saudi-Arabien: Riad, Botschaft - Saudi-Arabien: Dschidda, Generalkonsulat - Singapur: Singapur, Botschaft - Sri Lanka: Colombo, Botschaft - Südkorea: Seoul, Botschaft - Syrien: Damaskus, Botschaft - Thailand: Bangkok, Botschaft - Usbekistan: Taschkent, Botschaft - Vereinigte Arabische Emirate: Abu Dhabi, Botschaft - Vereinigte Arabische Emirate: Dubai, Generalkonsulat - Vietnam: Hanoi, Botschaft - Vietnam: Ho-Chi-Minh-Stadt, Generalkonsulat - Zypern: Nikosia, Botschaft |

### Australien und Ozeanien
| - Australien: Canberra, Botschaft - Australien: Adelaide, Konsulat - Australien: Brisbane, Konsulat - Australien: Melbourne, Generalkonsulat | - Australien: Perth, Konsulat - Australien: Sydney, Generalkonsulat - Neuseeland: Wellington, Botschaft |

### Europa

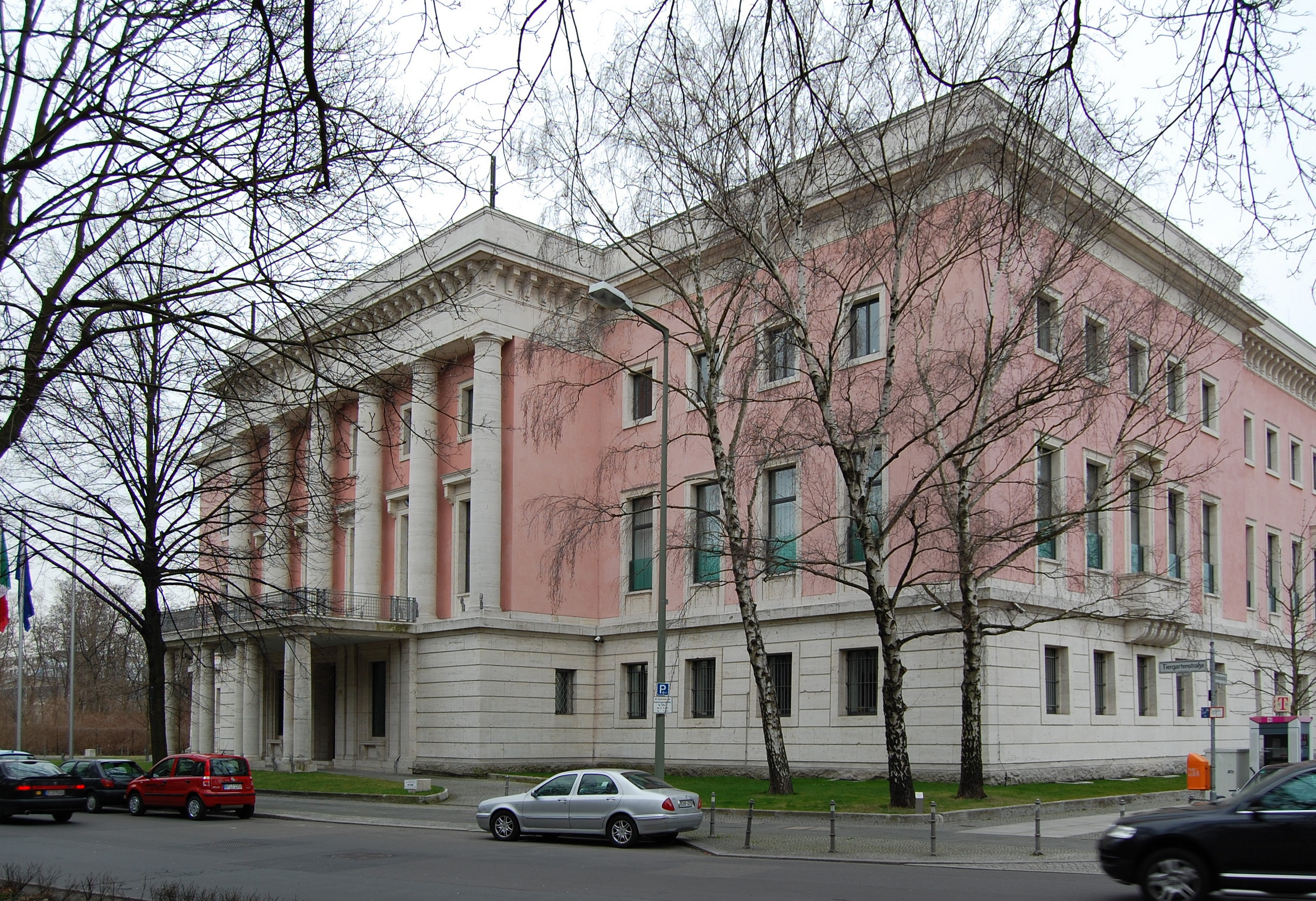
Italienische Botschaft in Berlin

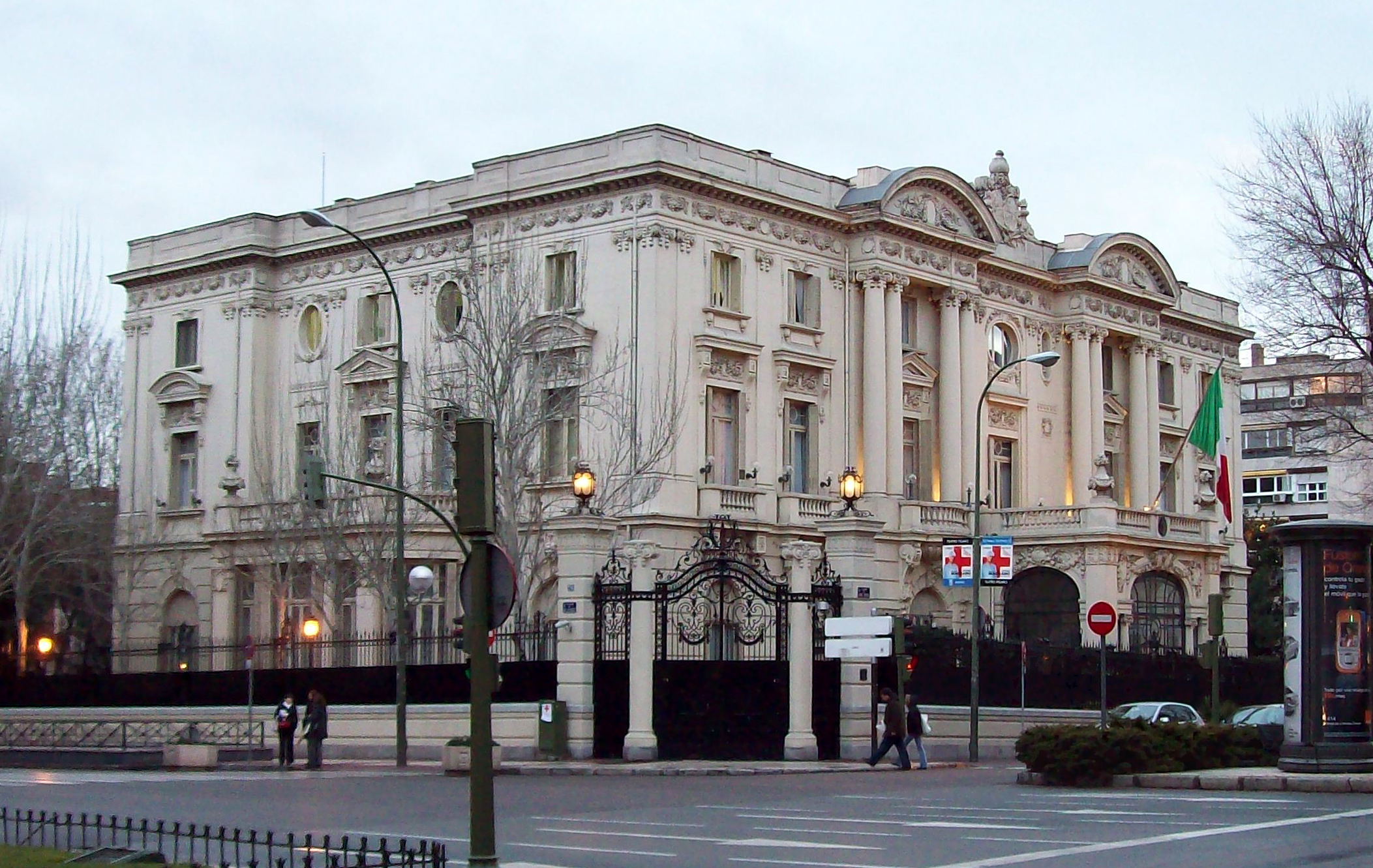
Italienische Botschaft in Madrid

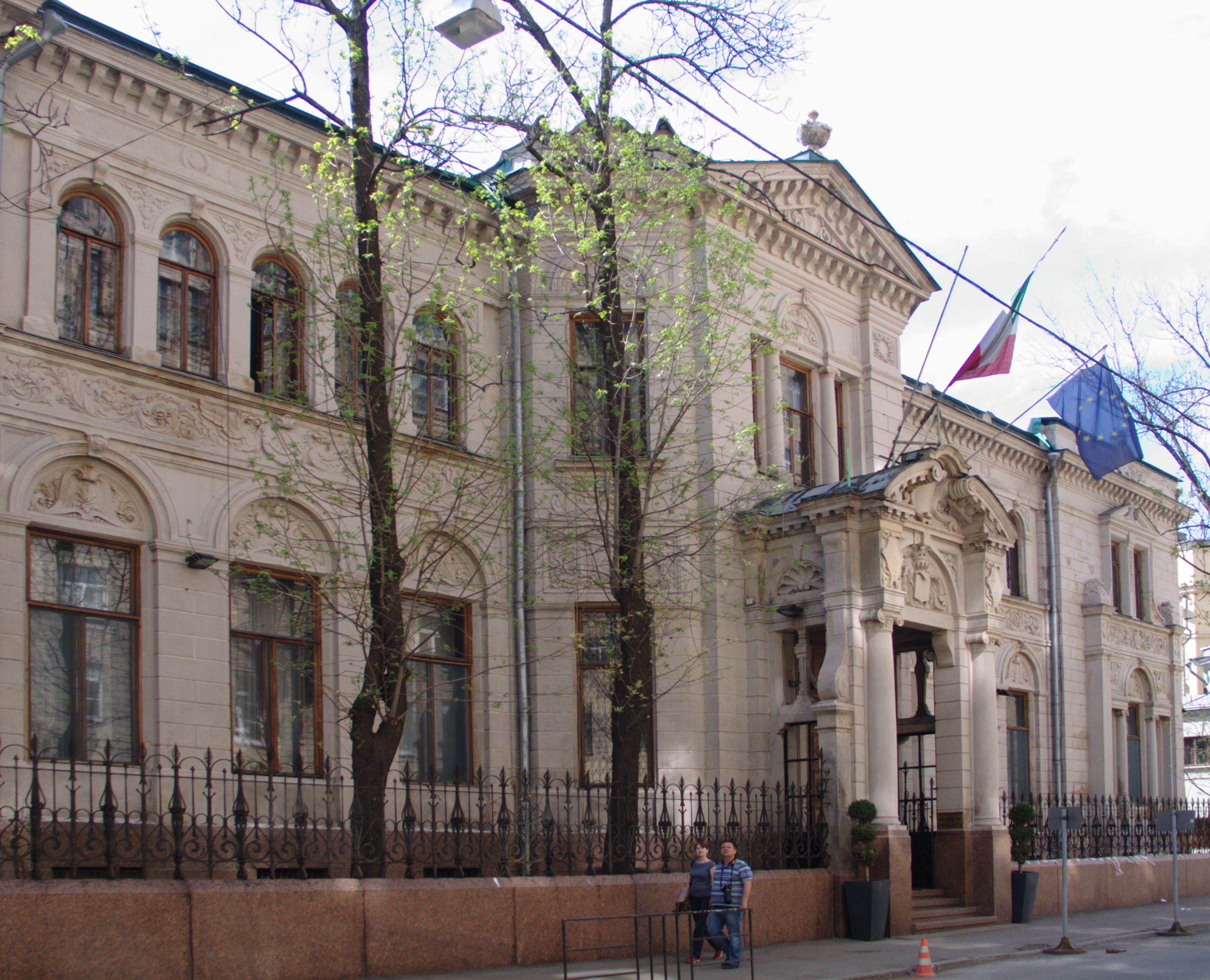
Italienische Botschaft in Moskau

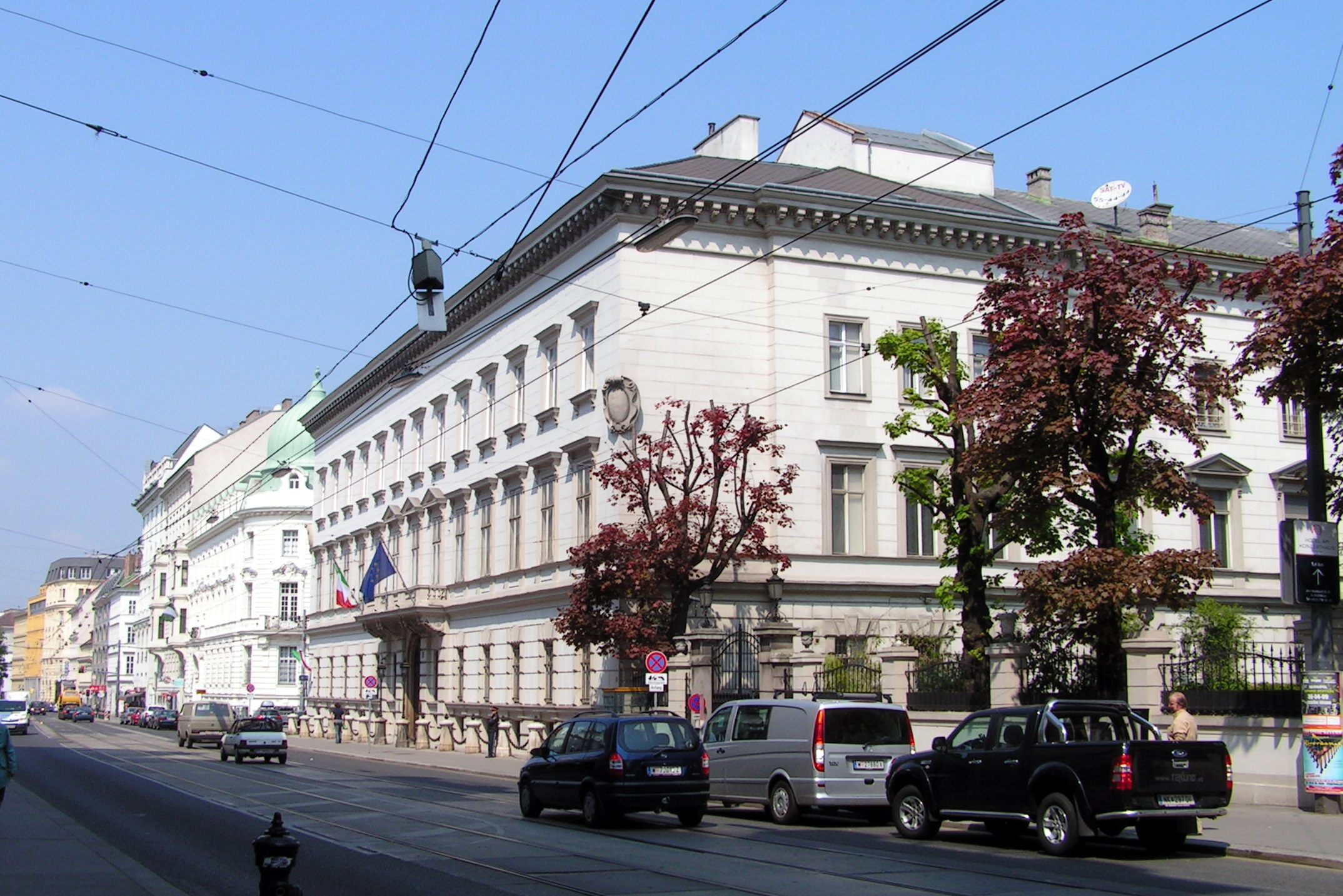
Italienische Botschaft in Wien

| - Albanien: Tirana, Botschaft - Albanien: Vlorë, Generalkonsulat - Belarus: Minsk, Botschaft - Belgien: Brüssel, Botschaft (→ Liste der Botschafter) - Belgien: Charleroi, Generalkonsulat - Bosnien und Herzegowina: Sarajewo, Botschaft - Bulgarien: Sofia, Botschaft - Dänemark: Kopenhagen, Botschaft (→ Liste der Botschafter) - Deutschland: Berlin, Botschaft (→ Liste der Botschafter) - Deutschland: Dortmund, Konsulat - Deutschland: Frankfurt am Main, Generalkonsulat - Deutschland: Freiburg im Breisgau, Konsulat - Deutschland: Hannover, Generalkonsulat - Deutschland: Köln, Generalkonsulat - Deutschland: München, Generalkonsulat - Deutschland: Nürnberg, Konsulat - Deutschland: Stuttgart, Generalkonsulat - Estland: Tallinn, Botschaft - Finnland: Helsinki, Botschaft (→ Liste der Botschafter) - Frankreich: Paris, Botschaft (→ Liste der Botschafter) - Frankreich: Lyon, Generalkonsulat - Frankreich: Marseille, Generalkonsulat - Frankreich: Metz, Generalkonsulat - Frankreich: Nizza, Generalkonsulat - Griechenland: Athen, Botschaft (→ Liste der Botschafter) - Heiliger Stuhl: Rom, Botschaft (→ Liste der Botschafter) - Irland: Dublin, Botschaft (→ Liste der Botschafter) - Kosovo: Priština, Botschaft - Kroatien: Zagreb, Botschaft (→ Liste der Botschafter) - Kroatien: Rijeka, Generalkonsulat - Kroatien: Split, Konsulat - Lettland: Riga, Botschaft - Litauen: Vilnius, Botschaft - Luxemburg: Luxemburg, Botschaft - Malta: Valletta, Botschaft - Moldau: Chișinău, Botschaft | - Monaco: Monaco, Botschaft - Montenegro: Podgorica, Botschaft - Niederlande: Den Haag, Botschaft (→ Liste der Botschafter) - Niederlande: Amsterdam, Generalkonsulat - Nordmazedonien: Skopje, Botschaft - Norwegen: Oslo, Botschaft (→ Liste der Botschafter) - Österreich: Wien, Botschaft (→ Liste der Botschafter) - Polen: Warschau, Botschaft (→ Liste der Botschafter) - Portugal: Lissabon, Botschaft (→ Liste der Botschafter) - Rumänien: Bukarest, Botschaft (→ Liste der Botschafter) - Rumänien: Timișoara, Generalkonsulat - Russland: Moskau, Botschaft (→ Liste der Botschafter) - Russland: Sankt Petersburg, Generalkonsulat - San Marino: San Marino, Botschaft - Schweden: Stockholm, Botschaft - Schweiz: Bern, Botschaft (→ Liste der Botschafter) - Schweiz: Basel, Generalkonsulat - Schweiz: Genf, Generalkonsulat - Schweiz: Lugano, Generalkonsulat - Schweiz: Luzern, Generalkonsulat - Schweiz: Zürich, Generalkonsulat - Serbien: Belgrad, Botschaft - Slowakei: Bratislava, Botschaft - Slowenien: Ljubljana, Botschaft - Slowenien: Koper, Generalkonsulat - Spanien: Madrid, Botschaft (→ Liste der Botschafter) - Spanien: Barcelona, Generalkonsulat - Tschechien: Prag, Botschaft (→ Liste der Botschafter) - Türkei: Ankara, Botschaft (→ Liste der Botschafter) - Ukraine: Kiew, Botschaft - Ungarn: Budapest, Botschaft (→ Liste der Botschafter) - Vereinigtes Königreich: London, Botschaft (→ Liste der Botschafter) - Vereinigtes Königreich: Edinburgh, Generalkonsulat - Vereinigtes Königreich: Manchester, Konsulat |

### Nordamerika

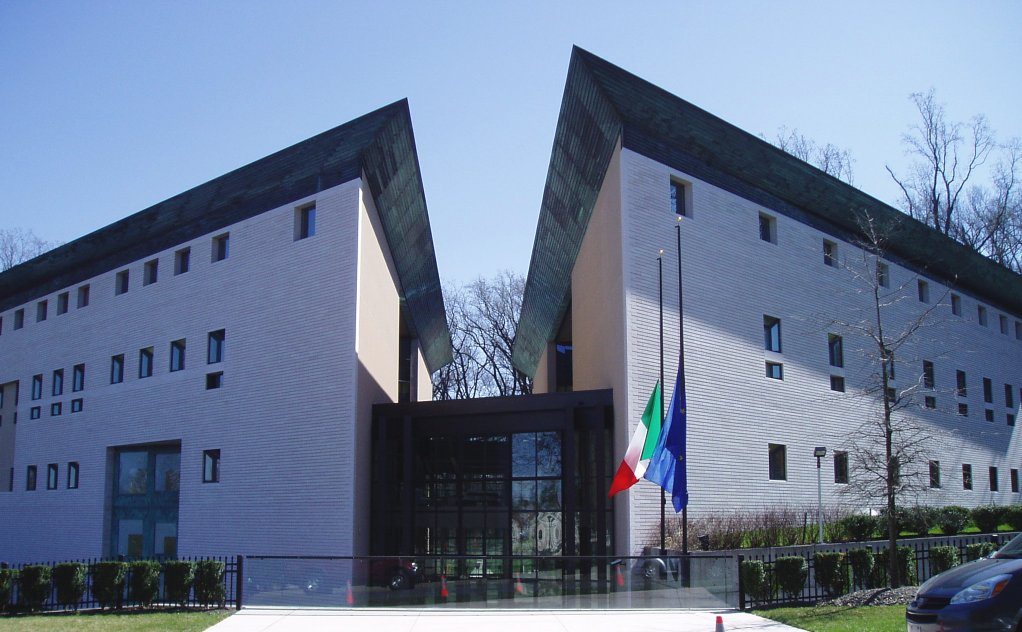
Italienische Botschaft in Washington, D.C.

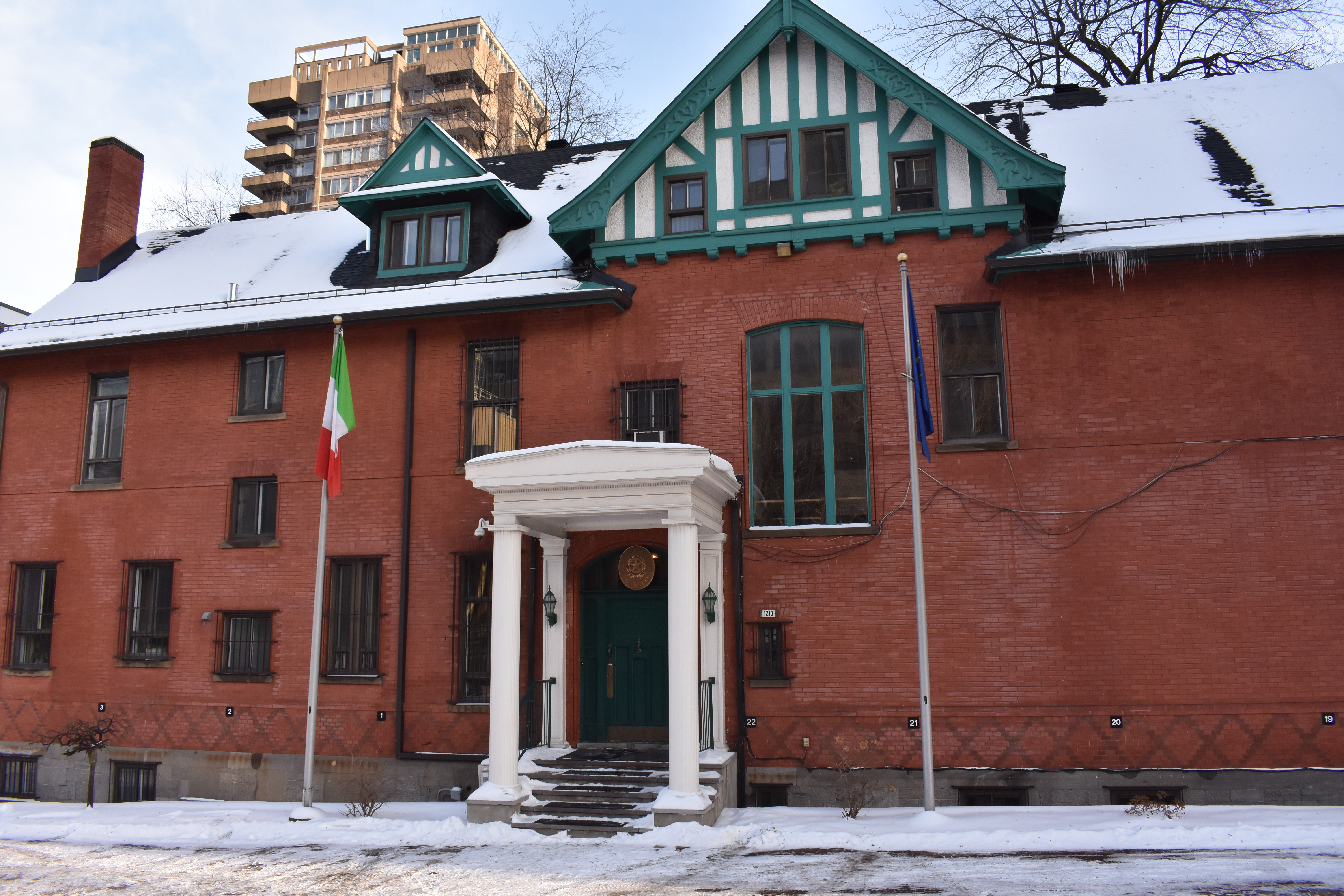
Generalkonsulat in Montreal, Kanada.

| - Costa Rica: San José, Botschaft - Dominikanische Republik: Santo Domingo, Botschaft - El Salvador: San Salvador, Botschaft - Guatemala: Guatemala-Stadt, Botschaft - Honduras: Tegucigalpa, Botschaft - Kanada: Ottawa, Botschaft - Kanada: Montreal, Generalkonsulat - Kanada: Toronto, Generalkonsulat - Kanada: Vancouver, Generalkonsulat - Kuba: Havanna, Botschaft - Mexiko: Mexiko-Stadt, Botschaft (→ Liste der Botschafter) - Nicaragua: Managua, Botschaft | - Panama: Panama-Stadt, Botschaft - Vereinigte Staaten: Washington, D.C., Botschaft (→ Liste der Botschafter) - Vereinigte Staaten: Boston, Generalkonsulat - Vereinigte Staaten: Chicago, Generalkonsulat - Vereinigte Staaten: Detroit, Generalkonsulat - Vereinigte Staaten: Houston, Generalkonsulat - Vereinigte Staaten: Los Angeles, Generalkonsulat - Vereinigte Staaten: Miami, Generalkonsulat - Vereinigte Staaten: New York, Generalkonsulat - Vereinigte Staaten: Philadelphia, Generalkonsulat - Vereinigte Staaten: San Francisco, Generalkonsulat |

### Südamerika
| - Argentinien: Buenos Aires, Botschaft (→ Liste der Botschafter) - Argentinien: Bahía Blanca, Generalkonsulat - Argentinien: Córdoba, Generalkonsulat - Argentinien: La Plata, Generalkonsulat - Argentinien: Rosario, Generalkonsulat - Argentinien: Mar del Plata, Konsulat - Argentinien: Mendoza, Konsulat - Bolivien: La Paz, Botschaft - Brasilien: Brasília, Botschaft (→ Liste der Botschafter) - Brasilien: Curitiba, Generalkonsulat - Brasilien: Porto Alegre, Generalkonsulat - Brasilien: Rio de Janeiro, Generalkonsulat | - Brasilien: São Paulo, Generalkonsulat - Brasilien: Recife, Konsulat - Brasilien: Belo Horizonte, Konsulat - Chile: Santiago de Chile, Botschaft (→ Liste der Botschafter) - Ecuador: Quito, Botschaft - Kolumbien: Bogotá, Botschaft - Paraguay: Asunción, Botschaft (→ Liste der Botschafter) - Peru: Lima, Botschaft - Uruguay: Montevideo, Botschaft - Venezuela: Caracas, Botschaft (→ Liste der Botschafter) - Venezuela: Maracaibo, Konsulat |

## Ständige Vertretungen bei internationalen Organisationen

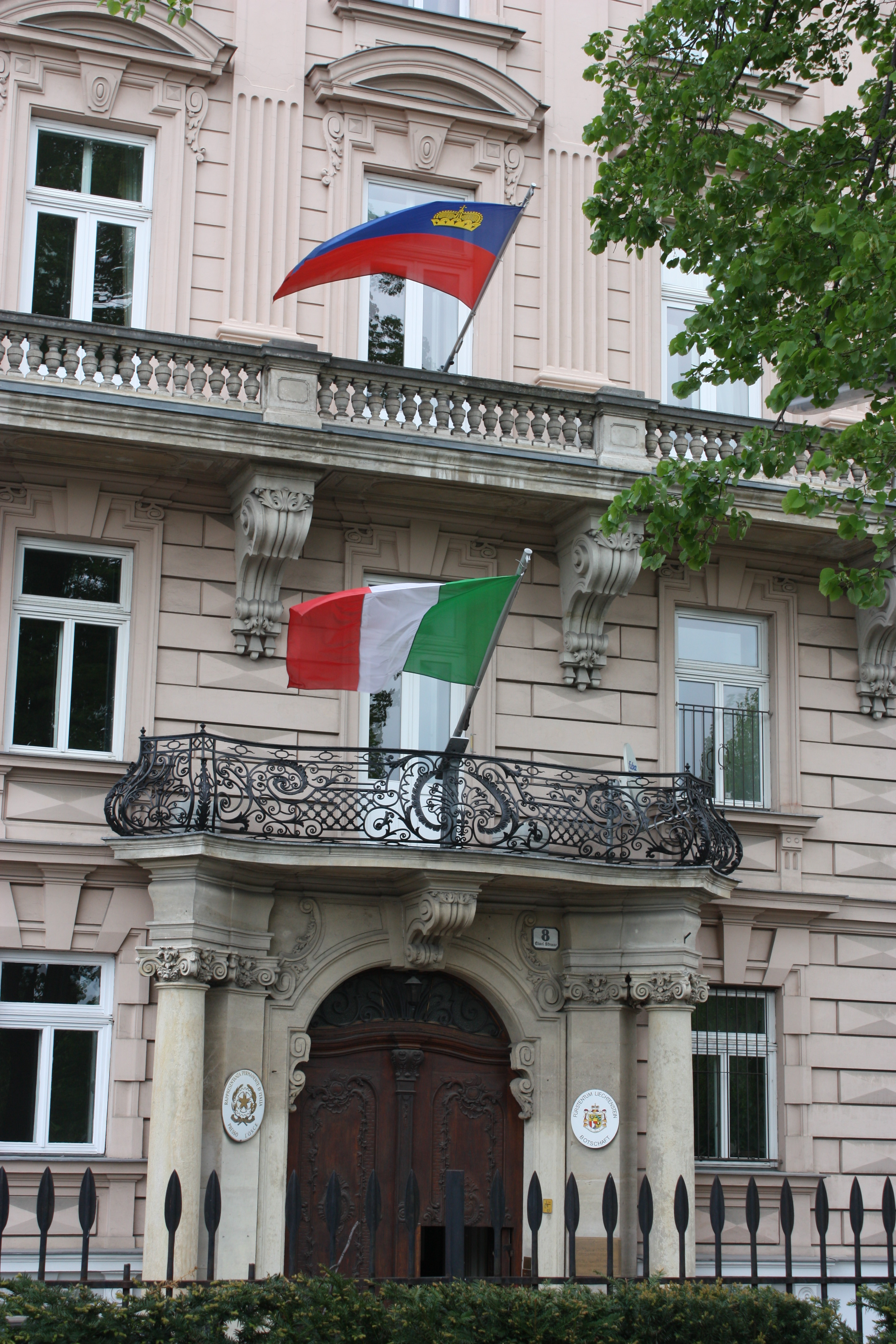
Ständige Vertretung Italiens bei der OSZE in Wien (2009)

- Europäische Union: Brüssel, Ständige Vertretung
- Europarat: Straßburg, Ständige Vertretung
- Vereinte Nationen: New York, Ständige Vertretung
- Vereinte Nationen: Wien, Ständige Vertretung
- Vereinte Nationen: Genf, Ständige Vertretung
- Genfer Abrüstungskonferenz (CD): Genf, Ständige Vertretung
- Organisation der Vereinten Nationen für Erziehung, Wissenschaft und Kultur (UNESCO): Paris, Ständige Vertretung
- Organisation der Vereinten Nationen für Ernährung und Landwirtschaft (FAO): Rom, Ständige Vertretung
- Organisation des Nordatlantikvertrags (NATO): Brüssel, Ständige Vertretung
- Organisation für wirtschaftliche Zusammenarbeit und Entwicklung (OECD): Paris, Ständige Vertretung
- Organisation für Sicherheit und Zusammenarbeit in Europa (OSZE): Wien, Ständige Vertretung